# لازلو بينيديك
لازلو بينيديك (بالإنجليزية: László Benedek)‏ (و. 1905 – 1992 م) هو مخرج أفلام، ومخرج تلفزيوني، ومونتير، وكاتب سيناريو من الولايات المتحدة، والمجر، ولد في بودابست، توفي في نيويورك، عن عمر يناهز 87 عاماً.

## وصلات خارجية
- لازلو بينيديك على موقع IMDb (الإنجليزية)
- لازلو بينيديك على موقع الموسوعة البريطانية (الإنجليزية)
- لازلو بينيديك على موقع مونزينجر (الألمانية)
- لازلو بينيديك على موقع ألو سيني (الفرنسية)
- لازلو بينيديك على موقع ميوزك برينز (الإنجليزية)
- لازلو بينيديك على موقع أول موفي (الإنجليزية)
- لازلو بينيديك على موقع قاعدة بيانات الأفلام السويدية (السويدية)
- لازلو بينيديك على موقع إن إن دي بي (الإنجليزية)
- لازلو بينيديك على موقع قاعدة بيانات الفيلم (الإنجليزية)
- لازلو بينيديك على موقع كينوبويسك (الروسية)